# ТЭЦ Краков (TAMEH)
ТЭЦ Краков (TAMEH) — теплоэлектроцентраль на юге Польши в городе Краков.
Построена в 1950-х годах, ТЭЦ первоначально входила в состав металлургического комбината Huta Lenina (после декоммунизации Huta Sendzimira). В настоящее время она отделена от него и принадлежит компании TAMEH — совместному предприятию энергетического концерна TAURON и металлургического гиганта ArcelorMittal.
По состоянию на начало 2010-х годов в составе ТЭЦ работали 7 котлов: четыре ТР-230, два OPG-220 и один OPG-230 (три последних поставлены рацибужской компанией Rafako). Они питали четыре турбины — № 3 типа WT-25-4 мощностью 25 МВт, № 4 типа WR-6-2 с показателем 6 МВт и № 5 и № 6 типа WPT-25-4 мощностью по 25 МВт. Тепловая мощность установленного на станции оборудования при этом составляла 570 МВт.
По состоянию на вторую половину того же десятилетия в работе находились только три котла ТР-230 (введены в действие в 1954—1955 годах с заводскими номерами 1, 2 и 3), один OPG-220 (поставлен в 1967 году, заводской номер 7) и один OPG-230 (1983 года производства с номером 8). При этом в работе оставались три турбины мощностью по 25 МВт.
Как топливо станция использовала уголь, а также вторичные горючие газы, производимые металлургическим производством — доменный и коксовый. В 2018 году котел № 8 полностью перевели на газовое топливо (кроме названных, в нём также возможно сжигание природного газа). В ближайшем будущем планировалось полностью отказаться от сжигания угля, для чего были заказаны два новых газовых котла SteamGen™ 4, которые будут питать турбину Siemens SST-600 мощностью 55 МВт (на начало 2020-х находилась в стадии монтажа).
Вся продукция ТЭЦ потребляется металлургическим комбинатом ArcelorMittal.